# Venezillo brevipalma
Venezillo brevipalma là một loài chân đều trong họ Armadillidae. Loài này được Nunomura miêu tả khoa học năm 2003.